# Теряево (Дмитровский городской округ)
Теряево — деревня в Дмитровском районе Московской области, в составе городского поселения Дмитров. Население — 10 чел. (2010). До 2006 года Теряево входило в состав Внуковского сельского округа.
Деревня (бывшая пустошь) Теряево упоминается в 1627 году. Деревни Теряево и Ивашево по переписи 1858 года относятся к Подлипеческой вотчины помещика Пономорёва.

## Расположение
Деревня расположена в центральной части района, примерно в 2 км восточнее Дмитрова, на водоразделе Яхромы и Якоти, высота центра над уровнем моря 222 м. Ближайшие населённые пункты — Пересветово на северо-западе, Подчерково на юго-западе и Поддубки на юге.

## Население
| 2002 | 2006 | 2010 |
| ---- | ---- | ---- |
| 20   | ↘18  | ↘10  |